# Hippotion boerhaviae
Espèce
Hippotion boerhaviae est une espèce de lépidoptères de la famille des Sphingidae, sous-famille des Macroglossinae, de la tribu des Macroglossini et du genre Hippotion.

## Description
L'envergure varie de 50 à 68 mm. Les chenilles sont vertes avec des taches noires et blanches de chaque côté. La chrysalide est brun argenté, avec une rangée de points noirs de chaque côté.

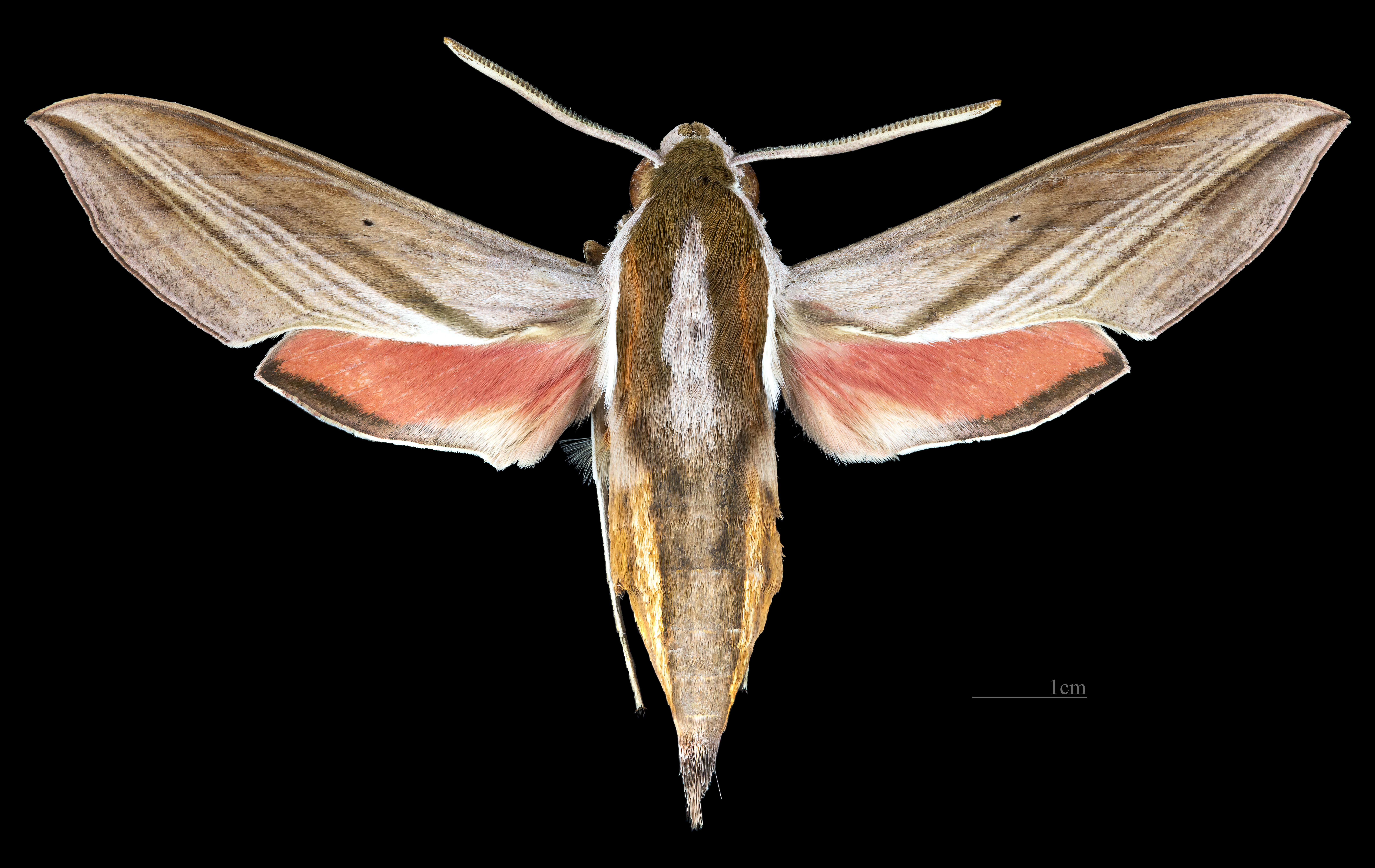
Femelle face dorsal
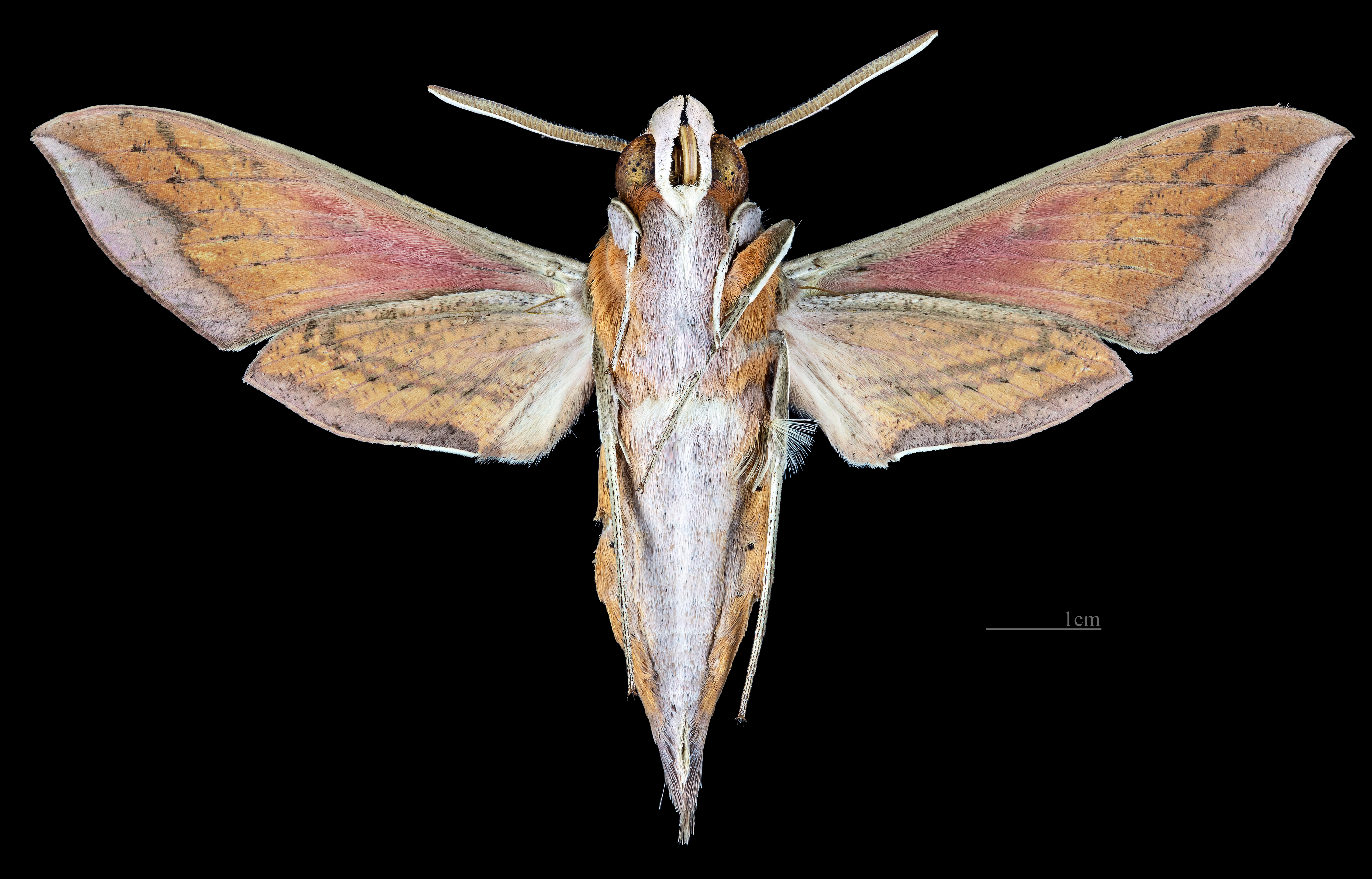
Femelle face ventrale

## Répartition et habitat
Répartition
L'espèce est connue  au Sri Lanka, en Inde, au Népal, en Thaïlande, dans le sud-est de la Chine (Hong Kong et Guangdong), au Vietnam, en Indonésie, aux Philippines, en Australie orientale et en Nouvelle-Calédonie.

## Biologie
Les chenilles se nourrissent principalement des espèces Oldenlandia et Spermacoce. En Inde, elles ont  vues sur des espèces d’ impatiens , Spermacoce stricta, Spermacoce hispida , et Glossostigma' spathulatum, Boerhavia repens et Boerhavia diffusa. La plante hôte est Pentas lanceolata en Australie.

## Systématique
L'espèce Hippotion boerhaviae a été décrite par l'entomologiste danois Johan Christian Fabricius en 1775, sous le nom initial de Sphinx boerhaviae.

### Synonymie
- Sphinx boerhaviae Fabricius, 1775 protonyme
- Sphinx vampyrus Fabricius, 1787
- Sphinx octopunctata Gmelin, 1790 [2]